# Terminus Centre-ville
Le terminus Centre-ville, aussi appelé TCV, est un terminus métropolitain de l'Autorité régionale de transport métropolitain situé sous le 1000 de La Gauchetière dans le centre-ville de Montréal. Il sert de desserte principale des autobus de la Rive-Sud de Montréal et est le seul terminus souterrain de l'ARTM. Des correspondances sont possibles avec le métro de Montréal via la station Bonaventure, de même qu'avec plusieurs lignes ferroviaires via la gare Centrale.
Un autre terminus, le terminus Mansfield, se situe à quelques mètres du terminus Centre-ville, mais est situé à l'extérieur au croisement des rues Saint-Antoine et Mansfield. Complémentaire au terminus Centre-ville, il est inauguré en 2016 avec l'objectif d'atténuer la congestion routière lors des grands chantiers routiers en augmentant la capacité de desserte par autobus de ce point de mobilité névralgique.

## Histoire
Dès 1974, des lignes d’autobus en provenance de la Rive-Sud terminaient leur parcours sur la rue De La Gauchetière, devant Place Bonaventure. Dans les années 1980, plusieurs études recommandaient l’aménagement d’un terminus permanent dans ce secteur. Toutefois, la Communauté urbaine de Montréal privilégiait plutôt un arrêt des autobus en provenance du pont Champlain à la station LaSalle du métro de Montréal. En novembre 1985, la Société de transport de la rive-sud de Montréal (STRSM) inaugure un terminus d’autobus à ciel ouvert aménagé sur un ancien terrain de stationnement, à l’emplacement approximatif du terminus actuel,.
En mars 1989, le terminus est temporairement relocalisé sur l’îlot formé par les rues Saint-Antoine, Viger, Busby et University, afin de permettre la construction du complexe 1000 De La Gauchetière et du terminus souterrain qui y est intégré. Ce nouveau terminus est inauguré le 12 mai 1992, et les lignes de la STRSM ainsi que celles des CIT y sont progressivement transférées au cours du mois suivant.
Certains arrêts d’autobus ont été déplacés vers des rues avoisinantes en août 2009, faute de place à l’intérieur du terminus. En 2014, dans le contexte des projets de reconstruction de l’échangeur Turcot et du pont Champlain, les autorités responsables du transport estiment nécessaire d’augmenter la capacité d’accueil des autobus au centre-ville de Montréal. Un terminus temporaire à ciel ouvert, nommé Terminus Mansfield, est mis en service le 18 novembre 2016 par l’Agence métropolitaine de transport, à un pâté de maisons au sud-est du Terminus Centre-Ville (TCV). Il comprend six quais d’embarquement.
Le 31 juillet 2023, l’entrée en service du Réseau express métropolitain (REM) entraîne, en vertu d’une clause de non-concurrence, la redirection de la majorité des lignes d’autobus de la RTL et d’Exo vers les stations Panama et Brossard,. Le terminus Mansfield est alors définitivement fermé, et les quelques lignes encore actives sont réintégrées au TCV. À ce jour, seules quelques lignes d’autobus desservent encore le terminus.
En septembre 2024, la Ville de Saint-Jean-sur-Richelieu annonce que ses lignes interurbaines seront redirigées vers les stations Panama ou Brossard dès l’ouverture complète du réseau du REM à la fin de 2025, invoquant des économies de coûts et des temps de parcours réduits comparativement à un terminus au centre-ville de Montréal. Les inquétudes sur la fiabilité du REM en conditions hivernales fait reporter le changement en avril 2026,.

## Métro de Montréal
Une correspondance s'effectue avec la ligne 2 - orange par la station Bonaventure.

## Trains de banlieue et interurbains
Une correspondance s'effectue avec les lignes Montréal/Deux-Montagnes, Montréal/Mont-Saint-Hilaire ainsi que certaines lignes de VIA Rail et d'Amtrak par la gare Centrale.

## Lignes d'autobus dans le terminus

### Réseau de transport de Longueuil
À partir du 31 juillet 2023, tous les autobus du RTL qui desservent le terminus Centre-ville seront retirés du terminus, sauf les lignes 55 Victoria / Wellington, 86 Samuel-De Champlain / De Montarville / Montréal et 87 Marie-Victorin / du Fort St-Louis / Montréal qui continueront à desservir ce terminus. Les clients du RTL sont invités à prendre le Réseau express métropolitain vers les stations Panama, Du Quartier et Brossard et correspondre vers les autobus à ces stations.
| Circuit | Circuit                                    | Destinations                                         | Quai | Notes             |
| ------- | ------------------------------------------ | ---------------------------------------------------- | ---- | ----------------- |
| 55      | Victoria / Wellington                      | Saint-Lambert Riverside / de Bolton                  | 3    | Service de pointe |
| 86      | Samuel-De Champlain / De Montarville / TCV | Boucherville De Montarville / de Mortagne            | 9    | Service de pointe |
| 87      | Marie-Victorin / du Fort St-Louis / TCV    | Boucherville De Montarville / de la Rivière-aux-Pins | 9    | Service de pointe |

### Exo Le Richelain
À partir du 31 juillet 2023, tous les autobus du secteur Le Richelain seront retirés du terminus Centre-ville. Les clients du secteur Le Richelain sont invités à prendre le Réseau express métropolitain et correspondre vers les autobus à la station Brossard.

### Exo Chambly-Richelieu-Carignan
À partir du 31 juillet 2023, tous les autobus des secteurs Chambly, Richelieu et Carignan seront retirés du terminus Centre-ville. Les clients du secteur Le Richelain sont invités à prendre le Réseau express métropolitain et correspondre vers les autobus à la station Brossard.

### Exo Roussillon
À partir du 31 juillet 2023, tous les autobus du secteur Roussillon seront retirés du terminus Centre-ville. Les clients du secteur Le Richelain sont invités à prendre le Réseau express métropolitain et correspondre vers les autobus à la station Brossard.

### Ville de Saint-Jean-sur-Richelieu
| Circuit | Destinations                                                                | Porte(s) |
| ------- | --------------------------------------------------------------------------- | -------- |
| 96E     | EXPRESS Saint-Jean-sur-Richelieu – Terminus Centre-ville                    | 17       |
| 96L     | Local Saint-Jean-sur-Richelieu via boul. Taschereau – Terminus Centre-ville | 17       |
| 96A     | Saint-Jean-sur-Richelieu via A30 – Terminus Centre-ville                    | 17       |
| 96S     | Super EXPRESS Saint-Jean-sur-Richelieu – Terminus Centre-ville              | 18       |

## Lignes d'autobus au Terminus Mansfield (sur l'autre côté de la rue)

### Exo Haut-Saint-Laurent
| Circuit | Circuit             | Destinations                                                                            | Quai | Notes                                                                     |
| ------- | ------------------- | --------------------------------------------------------------------------------------- | ---- | ------------------------------------------------------------------------- |
| 111     | Ormstown – Montréal | Sainte-Martine Cimetière Chanoine Aimé-Pilon (via Kahnawake et le terminus Châteauguay) | 5    | Service de pointe. Service hors pointe disponible à la station Angrignon. |

### Exo Sud-Ouest
| Circuit | Circuit                               | Destinations                             | Quai | Notes                                                                     |
| ------- | ------------------------------------- | ---------------------------------------- | ---- | ------------------------------------------------------------------------- |
| 28      | Châteauguay - Montréal (Centre-ville) | Châteauguay De Melocheville / 1re Avenue | 5    | Service de pointe. Service hors pointe disponible à la station Angrignon. |

### Exo Vallée du Richelieu
À partir du 31 juillet 2023, la ligne 300 vers Saint-Hyacinthe sera retirée du terminus Mansfield. Les clients de la ligne 300 sont invités à prendre le Réseau express métropolitain et correspondre vers la ligne 300 à la station Brossard.

### Exo Sainte-Julie
À partir du 31 juillet 2023, tous les autobus vers Sainte-Julie seront retirés du terminus Mansfield. Les clients sont invités à prendre le Réseau express métropolitain et correspondre vers les autobus à la station Brossard.

## Société de transport de Montréal
Les autobus de la Société de transport de Montréal (STM) n'entrent pas dans les terminus Centre-ville ou Mansfield, mais s'arrêtent aux arrêts de rue situés à proximité. Les lignes 35 Griffintown, 36 Monk, 50 Vieux-Port / Vieux-Montréal, 61 Wellington, 74 Bridge, 107 Verdun, 168 Cité-du-Havre, 420 Express Notre-Dame-de-Grâce, et plusieurs autres lignes d'autobus sur René-Lévesque desservent les deux terminus.